# Vogue (dansstijl)
Vogue is een dansstijl ontstaan eind jaren 70, begin jaren 80 en ontstond uit performance, een dansstijl die in de jaren 30 in Harlem in New York ontstond. Het is een dansstijl die diverse poses imiteert van modellen die veelal de cover van het tijdschrift Vogue sierden, en zo naam gaven aan deze dans.
Opvallend aan deze dans zijn de geometrische en gestileerde bewegingen van armen en benen en het fragmentarisch lopen over een imaginaire catwalk. Ook extremere, yoga-achtige houdingen worden gebruikt. De elegante manier van wisselen van pose wekt de illusie van een vloeibaar lichaam. 
Beoefenaars van deze dans zijn vaak lid van een house, zoals The House Of Dupri. Deze houses kwamen samen in clubs of ballrooms om de dansstrijd met elkaar aan te gaan. Op deze battles ging men de competitie met andere huizen aan door elkaar te imponeren en uit te dagen. Een jury bepaalt de winnaar door middel van punten. Dit resulteerde in spectaculaire en gecompliceerde dansroutines en kostuums op avonden die "extravaganzas" werden genoemd. De deelnemers en publiek zijn veelal homoseksueel en Afro-Amerikaans of Latijns-Amerikaans.
De muziek waarop gedanst wordt is instrumentale disco of house met een typisch vloeiende "Vogue"-sound, iets wat terug is te horen in de nummers Deep In Vogue van Malcolm McLaren en Vogue van Madonna.
Vogue wordt in de Verenigde Staten nog steeds beoefend en is vooral populair in de homo-clubscene van New York, Atlanta en andere grote steden.
In 1990 werd een documentaire gemaakt over de vogue-subcultuur, genaamd Paris is Burning. In deze film is onder meer de bekende vogue-danser Willi Ninja (1961-2006) te zien.